# Torre di porcellana

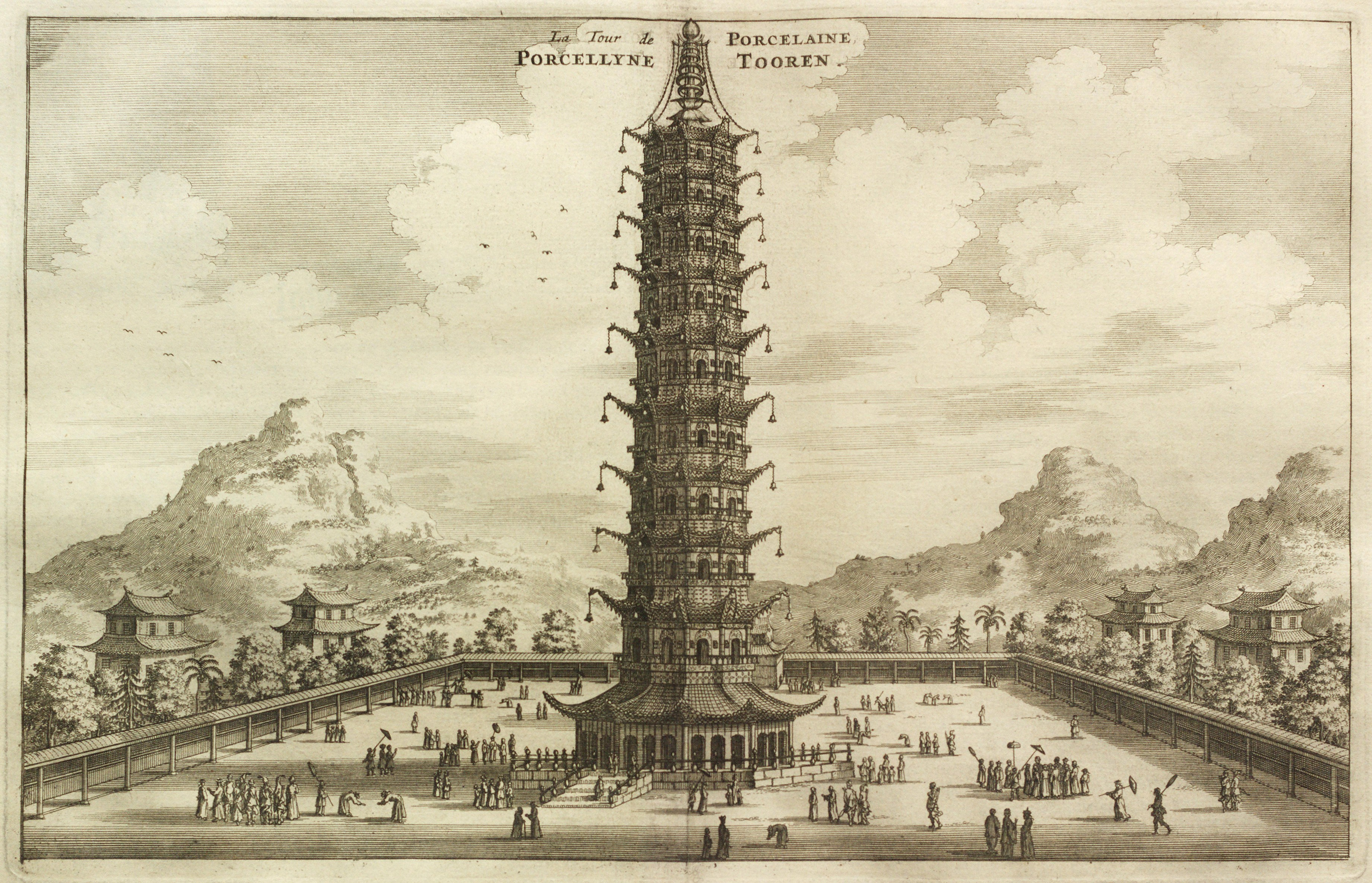
La torre di porcellana in un'illustrazione del 1665 tratta dal libro di Johan Nieuhof Het Gezantschap Der Neerlandtsche Oost-Indische Compagnie

La torre di porcellana era un edificio facente parte del complesso del tempio di Bao'en a Nanchino, in Cina. Era una pagoda risalente al XV secolo, costruita al tempo della dinastia Ming, e venne quasi completamente distrutta a metà del XIX secolo durante la rivolta dei Taiping.

## Storia

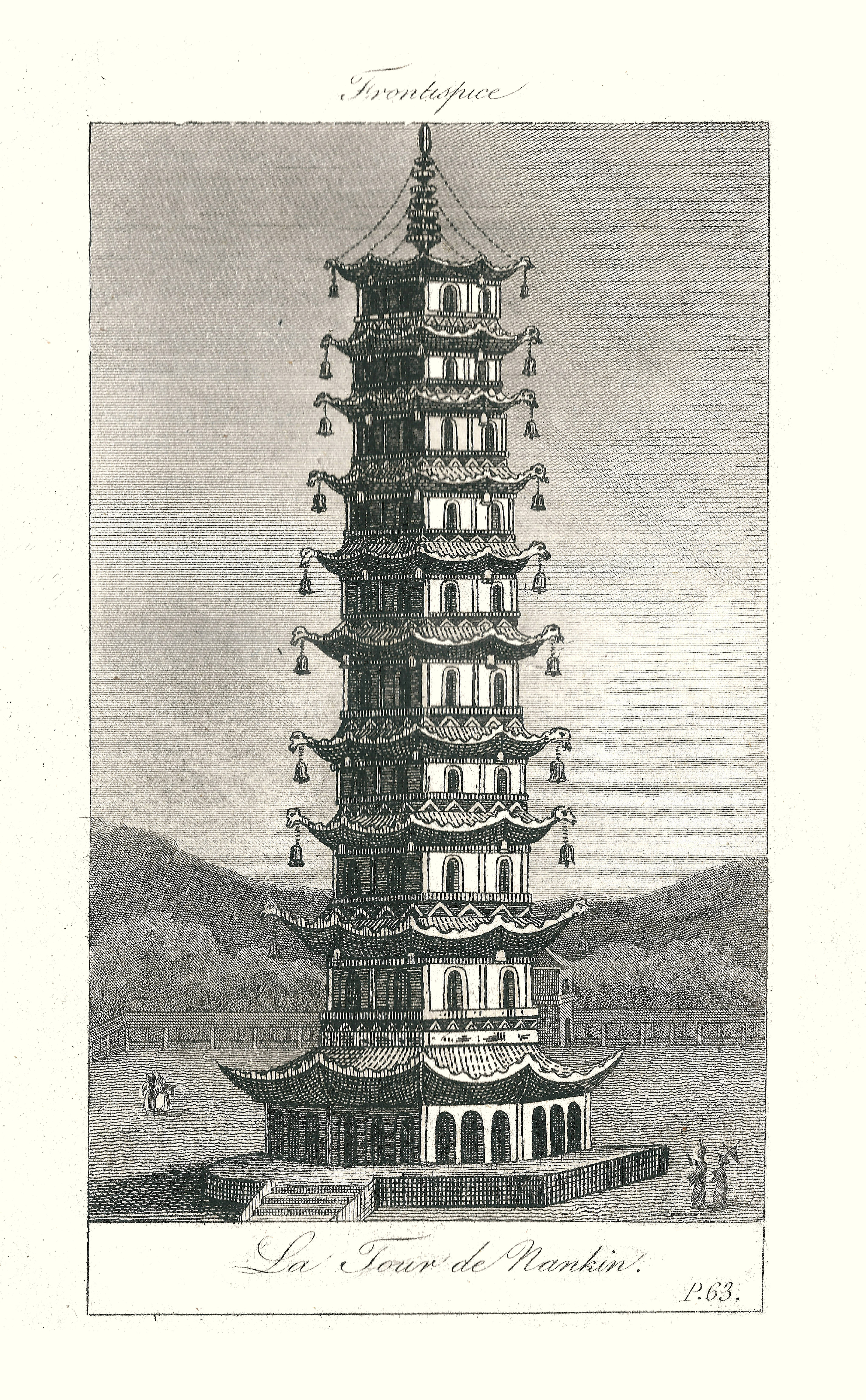
Un'altra illustrazione della torre tratta da Les Merveilles du monde di Catherine-Joseph-Ferdinand Girard de Propiac (1832)

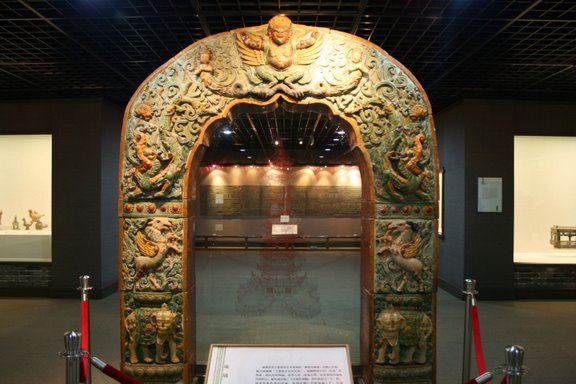
I pezzi originali del portale d'ingresso, ricomposti, esposti al museo di Nanchino

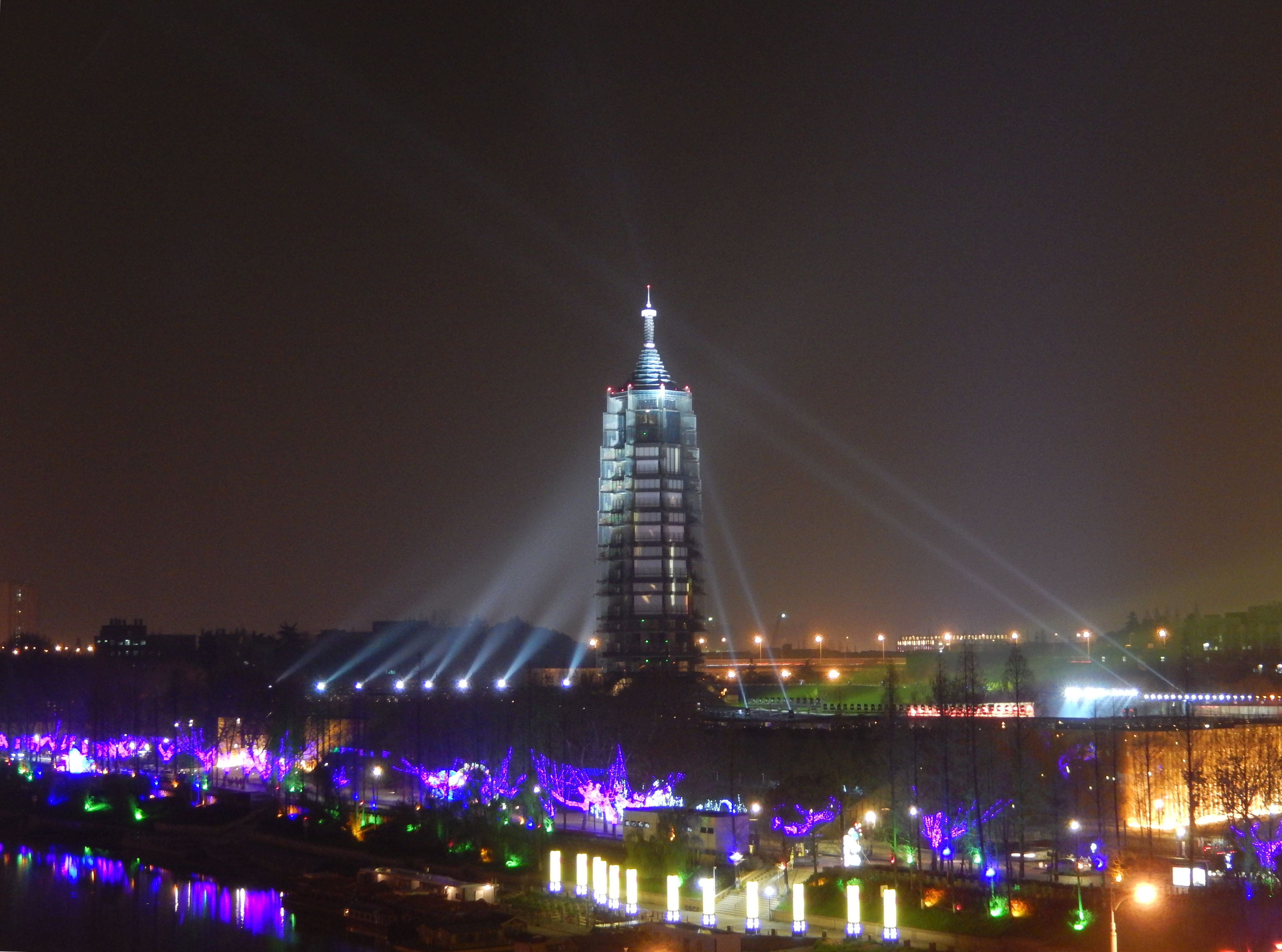
La nuova torre nel 2017

La torre venne progettata dall'imperatore Yongle (r. 1402-1424), e doveva simboleggiare le virtù di sua madre. I lavori di costruzione presero il via nel 1413, e furono terminati fra il 1424 e il 1429, grazie all'interessamento di Zheng He, che era stato nominato "difensore di Nanchino" in quel periodo.
La torre divenne nota in Occidente quando i primi viaggiatori, come Johan Nieuhof, raggiunsero la zona, ed era annoverata fra le meraviglie del mondo fino alla sua demolizione.
Nel 1801 i tre piani superiori vennero distrutti da un fulmine, ma furono in breve tempo ripristinati; la quasi totale distruzione della torre avvenne qualche decina di anni dopo, nel 1853, quando gli scontri della rivolta dei Taiping riaggiunsero la città di Nanchino.
Nel 2010, l'imprenditore cinese Wang Jianlin ha donato un miliardo di renminbi alla città di Nanchino per finanziare la sua ricostruzione, la più grossa donazione privata mai effettuata in Cina. I lavori di costruzione della replica moderna della torre, realizzata in acciaio, sono stati ultimati nel 2015; la nuova torre, con annesso un museo a tema buddhista, è stata costruita sul sito dell'originale.

## Descrizione
La torre era un edificio di nove piani, alto 200 piedi (circa 60 metri) o 260 piedi (quasi 80 metri). La base, ottagonale, aveva il diametro di 15 metri, e ogni lato era lungo 4,87 metri.
Il suo nome era dovuto alle piastrelle di porcellana, decorate con vari disegni, che ricoprivano tutte le sue facce, brillando sia di giorno, per la luce del sole, che di notte, riflettendo la luce di oltre 140 lampade appese lungo l'esterno dell'edificio. I vari piani erano separati da cornicioni sporgenti anch'essi fatti da piastrelle di ceramica, smaltate di verde. Sulla cima stava una verga di ferro, circondata da nove anelli di ferro e sormontata da una sfera dorata; da lì si dipartivano cinque catene che scendevano oltre i bordi del tetto, e alle quali erano appese altrettante perle, che erano considerate di buon auspicio per la città: una avrebbe dovuto prevenire le alluvioni, una gli incendi, una le tempeste, una le tempeste di sabbia e l'ultima i disordini cittadini. Alle sporgenze dei tetti erano infine appese 152 campanelle.